# FC 아카데미야 톨리야티
FC 아카데미야 톨리야티(러시아어: Футбольный клуб «Академия»)는 톨리야티를 연고로 하는 러시아의 축구단이다. 현재 러시아 아마추어 풋볼 리그에 참가하고 있다.